# Qazaqstan Prem'er Ligasy 2016
La Qazaqstan Prem'er Ligasy 2016 è stata la 25ª edizione della massima divisione del calcio kazako. La stagione è iniziata il 12 marzo 2016 e si è conclusa il 5 novembre 2016. L'Astana ha vinto il campionato per la terza edizione consecutiva.

## Stagione

### Novità
Al termine della stagione 2015 è stato retrocesso in Birinşi Lïga il Qaisar. Dalla Birinşi Lïga è stato promosso l'Aqjaıyq.

### Formula
Le 12 squadre si affrontano in un girone all'italiana con partite di andata e ritorno, per un totale di 22 giornate. Al termine, le prime sei classificate disputano un play-off per decretare la squadra vincitrice del campionato. Le ultime sei classificate partecipano a un play-out per evitare la retrocessione. Nella seconda fase le squadre mantengono i punti conquistati nella prima fase. La squadra campione del Kazakistan ha il diritto a partecipare alla UEFA Champions League 2017-2018, partendo dal secondo turno di qualificazione. Le squadre classificate al secondo e terzo posto sono ammesse alla UEFA Europa League 2017-2018, partendo dal primo turno di qualificazione, assieme alla vincitrice della Coppa nazionale. La penultima classificata gioca lo spareggio con la seconda classificata della Birinşi Lïga, mentre l'ultima classificata retrocede direttamente in Birinşi Lïga.

## Squadre partecipanti
| Club              | Stagione | Città       | Stadio                       | Stagione 2015               |
| ----------------- | -------- | ----------- | ---------------------------- | --------------------------- |
| Aqjaıyq           |          | Oral        | Stadio Petr Atoyan           | 1º posto in Birinşi Lïga    |
| Aqtöbe            |          | Aqtöbe      | Central'nyj                  | 3º posto in Prem'er Ligasy  |
| Astana            | dettagli | Astana      | Astana Arena                 | Campione del Kazakistan     |
| Atyrau            |          | Atyrau      | Munajši                      | 5º posto in Prem'er Ligasy  |
| Ertis             |          | Pavlodar    | Central'nyj                  | 6º posto in Prem'er Ligasy  |
| Jetisý            |          | Taldyqorǧan | Jetysw                       | 11º posto in Prem'er Ligasy |
| Oqjetpes          |          | Kökşetaw    | Stadio Torpedo               | 7º posto in Prem'er Ligasy  |
| Ordabasy          |          | Šymkent     | Stadio Qajımuqan Muñaýtpasov | 4º posto in Prem'er Ligasy  |
| Qairat            |          | Almaty      | Stadio Centrale              | 2º posto in Prem'er Ligasy  |
| Shahter Qaraǵandy |          | Qaraǧandy   | Şaxter                       | 10º posto in Prem'er Ligasy |
| Taraz             |          | Taraz       | Central'nyj                  | 9º posto in Prem'er Ligasy  |
| Tobyl             |          | Qostanaj    | Central'nyj                  | 8º posto in Prem'er Ligasy  |

## Prima fase

### Classifica finale
|  | Pos. | Squadra           | Pt | G  | V  | N | P  | GF | GS | DR  |
|  | ---- | ----------------- | -- | -- | -- | - | -- | -- | -- | --- |
|  | 1.   | Astana            | 53 | 22 | 17 | 2 | 3  | 34 | 14 | +20 |
|  | 2.   | Qairat            | 46 | 22 | 14 | 4 | 4  | 50 | 22 | +28 |
|  | 3.   | Ertis             | 41 | 22 | 12 | 5 | 5  | 37 | 18 | +19 |
|  | 4.   | Oqjetpes          | 37 | 22 | 11 | 4 | 7  | 33 | 23 | +10 |
|  | 5.   | Ordabasy          | 33 | 22 | 9  | 6 | 7  | 26 | 27 | -1  |
|  | 6.   | Aqtöbe            | 28 | 22 | 7  | 7 | 8  | 23 | 32 | -9  |
|  | 7.   | Atyrau            | 28 | 22 | 7  | 7 | 8  | 21 | 23 | -2  |
|  | 8.   | Tobyl             | 28 | 22 | 8  | 4 | 10 | 28 | 26 | +2  |
|  | 9.   | Jetisý            | 23 | 22 | 6  | 5 | 11 | 22 | 32 | -10 |
|  | 10.  | Shahter Qaraǵandy | 21 | 22 | 5  | 6 | 11 | 10 | 27 | -17 |
|  | 11.  | Taraz             | 19 | 22 | 5  | 4 | 13 | 22 | 30 | -8  |
|  | 12.  | Aqjaıyq           | 11 | 22 | 3  | 2 | 17 | 12 | 44 | -32 |

Legenda:
      Ammesse alla poule scudetto
      Ammesse alla poule retrocessione
Note:
Tre punti a vittoria, uno a pareggio, zero a sconfitta.

### Risultati
|                  | Aqj  | Aqt  | Ast  | Atı  | Ert  | Jet  | Oqj  | Ord  | Qaý  | Şax  | Tar  | Tob  |
| ---------------- | ---- | ---- | ---- | ---- | ---- | ---- | ---- | ---- | ---- | ---- | ---- | ---- |
| Aqjaýıq          | –––– | 0-0  | 1-5  | 0-4  | 0-3  | 1-2  | 0-2  | 0-1  | 2-1  | 0-1  | 2-1  | 0-5  |
| Aqtöbe           | 1-0  | –––– | 0-1  | 1-0  | 1-1  | 3-2  | 1-0  | 0-0  | 2-6  | 2-0  | 2-2  | 0-1  |
| Astana           | 2-0  | 1-0  | –––- | 2-1  | 1-1  | 1-0  | 1-0  | 3-1  | 1-0  | 2-1  | 2-1  | 1-0  |
| Atıraw           | 2-0  | 1-1  | 1-0  | –––– | 0-1  | 1-0  | 2-1  | 2-2  | 0-1  | 0-0  | 1-0  | 0-0  |
| Ertis            | 0-0  | 4-1  | 2-2  | 3-0  | –––– | 3-1  | 1-0  | 2-0  | 2-3  | 0-0  | 2-1  | 3-1  |
| Jetisw           | 2-0  | 1-1  | 0-1  | 1-1  | 0-3  | –––– | 1-4  | 1-2  | 1-1  | 2-0  | 2-1  | 0-1  |
| Oqjetpes         | 4-2  | 4-1  | 0-1  | 2-0  | 0-2  | 2-0  | –––– | 2-0  | 1-1  | 3-0  | 0-0  | 1-1  |
| Ordabası         | 1-0  | 3-1  | 1-3  | 2-1  | 2-0  | 0-1  | 2-2  | –––– | 1-0  | 2-0  | 0-3  | 2-2  |
| Qaýrat           | 3-2  | 3-0  | 1-0  | 5-2  | 1-0  | 2-0  | 6-0  | 2-2  | –––– | 0-0  | 3-1  | 3-2  |
| Şaxter Qarağandı | 3-1  | 0-2  | 2-0  | 0-0  | 0-2  | 0-0  | 0-1  | 0-0  | 0-5  | –––– | 0-1  | 1-0  |
| Taraz            | 0-1  | 1-1  | 0-2  | 0-0  | 1-0  | 2-3  | 1-3  | 1-2  | 2-1  | 1-2  | –––– | 2-0  |
| Tobıl            | 1-0  | 1-2  | 1-2  | 1-2  | 3-2  | 2-2  | 0-1  | 1-0  | 1-2  | 3-0  | 1-0  | –––– |

## Poule scudetto

### Classifica finale
|                       | Pos. | Squadra  | Pt | G  | V  | N | P  | GF | GS | DR  |
| --------------------- | ---- | -------- | -- | -- | -- | - | -- | -- | -- | --- |
| Kazakistan (bandiera) | 1.   | Astana   | 73 | 32 | 23 | 4 | 5  | 47 | 21 | +26 |
|                       | 2.   | Qairat   | 71 | 32 | 22 | 5 | 5  | 75 | 30 | +45 |
|                       | 3.   | Ertis    | 49 | 32 | 14 | 7 | 11 | 52 | 36 | +16 |
|                       | 4.   | Ordabasy | 48 | 32 | 13 | 9 | 10 | 41 | 44 | -3  |
|                       | 5.   | Oqjetpes | 45 | 32 | 13 | 6 | 13 | 42 | 44 | -2  |
|                       | 6.   | Aqtöbe   | 36 | 32 | 9  | 9 | 14 | 37 | 52 | -15 |

Legenda:
      Campione del Kazakistan e ammessa alla UEFA Champions League 2017-2018
      Ammesse alla UEFA Europa League 2017-2018
Note:
Tre punti a vittoria, uno a pareggio, zero a sconfitta.

### Risultati
|          | Aqt  | Ast  | Ert  | Oqj  | Ord  | Qaý  |
| -------- | ---- | ---- | ---- | ---- | ---- | ---- |
| Aqtöbe   | –––– | 1-2  | 1-0  | 2-2  | 4-4  | 0-1  |
| Astana   | 1-0  | –––– | 3-0  | 3-0  | 2-0  | 1-4  |
| Ertis    | 5-1  | 0-0  | –––– | 0-2  | 1-2  | 1-3  |
| Oqjetpes | 0-3  | 0-0  | 1-4  | –––– | 3-0  | 1-3  |
| Ordabası | 2-1  | 0-1  | 3-3  | 1-0  | –––– | 2-1  |
| Qaýrat   | 3-1  | 2-0  | 2-1  | 5-0  | 1-1  | –––– |

## Poule retrocessione

### Classifica finale
|  | Pos. | Squadra           | Pt | G  | V  | N | P  | GF | GS | DR  |
|  | ---- | ----------------- | -- | -- | -- | - | -- | -- | -- | --- |
|  | 7.   | Tobyl             | 41 | 32 | 12 | 5 | 15 | 40 | 40 | 0   |
|  | 8.   | Atyrau            | 39 | 32 | 10 | 9 | 13 | 35 | 39 | -4  |
|  | 9.   | Shahter Qaraǵandy | 36 | 32 | 10 | 6 | 16 | 25 | 40 | -15 |
|  | 10.  | Aqjaıyq           | 35 | 32 | 11 | 2 | 19 | 27 | 50 | -23 |
|  | 11.  | Taraz             | 35 | 32 | 10 | 5 | 17 | 33 | 42 | -9  |
|  | 12.  | Jetisý            | 31 | 32 | 8  | 7 | 17 | 37 | 53 | -16 |

Legenda:
 Ammessa allo spareggio promozione-retrocessione
      Retrocesse in Birinşi Lïga 2017
Note:
Tre punti a vittoria, uno a pareggio, zero a sconfitta.

### Risultati
|                  | Aqj  | Atı  | Jet  | Şax  | Tar  | Tob  |
| ---------------- | ---- | ---- | ---- | ---- | ---- | ---- |
| Aqjaýıq          | –––– | 3-1  | 1-0  | 1-2  | 2-0  | 1-0  |
| Atıraw           | 1-2  | –––– | 3-3  | 2-0  | 1-0  | 3-0  |
| Jetisw           | 0-2  | 4-3  | –––– | 1-2  | 0-0  | 2-0  |
| Şaxter Qarağandı | 0-1  | 3-0  | 4-1  | –––– | 1-0  | 2-3  |
| Taraz            | 2-1  | 1-0  | 3-2  | 2-1  | –––– | 2-1  |
| Tobıl            | 0-1  | 0-0  | 3-2  | 2-0  | 3-1  | –––– |

## Spareggio promozione/retrocessione
|       | Risultati |       | Luogo e data            |
| ----- | --------- | ----- | ----------------------- |
| Taraz | 0 - 3     | Altaı | Astana, 5 novembre 2016 |

## Verdetti finali
- Astana campione del Kazakistan 2016.
- Astana vincitore della Qazaqstan Kubogy 2016.
- Astana ammesso al secondo turno preliminare di UEFA Champions League 2017-2018.
- Qairat (2º classificato), Ertis (3º classificato) e Ordabasy (4º classificato), qualificati al secondo turno preliminare di UEFA Europa League 2017-2018.
- Taraz (11º classificato) e Jetisý (12º classificato) retrocesse in Birinşi Lïga 2017.

## Statistiche

### Classifica marcatori
| Gol |  |  | Giocatore           | Squadra         |
| --- |  |  | ------------------- | --------------- |
| 22  |  |  | Gerard Gohou        | Qaýrat          |
| 18  |  |  | Roman Mýrtazaev     | Ertis           |
| 17  |  |  | Bauyrzhan Islamkhan | Qaýrat          |
| 13  |  |  | Malick Mané         | Taraz           |
| 12  |  |  | Azat Nurgaliev      | Ordabası/Astana |
| 12  |  |  | Dušan Savić         | Tobıl/Jetisw    |
| 10  |  |  | Aleksandr Geynrih   | Ordabası        |
| 10  |  |  | Sergey Xïjnïçenko   | Tobıl           |